# 綿貫甫
綿貫 甫（わたぬき はじめ、1939年4月30日 - ）は、日本の射撃競技（ライフル射撃）選手。自衛隊所属。1964年東京オリンピックに参加した。

## 経歴
同志社大学卒業。
1964年東京オリンピックにフリー・ライフル3姿勢で出場した。